# Moere
Moere är en ort i Belgien.   Den ligger i provinsen Västflandern och regionen Flandern, i den västra delen av landet, 100 km väster om huvudstaden Bryssel. Moere ligger 1 meter över havet och antalet invånare är 1 199.
Terrängen runt Moere är platt. Runt Moere är det tätbefolkat, med 369 invånare per kvadratkilometer.. Närmaste större samhälle är Oostende, 10,5 km norr om Moere. 
Trakten runt Moere består till största delen av jordbruksmark.